# 745-ös busz
A 745-ös jelzésű regionális autóbusz Érd, autóbusz-állomástól indul és tért vissza tárnoki elágazás érintésével. Ellenkező irányban a 744-es buszjárat közlekedik. A járatot a MÁV Személyszállítási Zrt. üzemelteti. 2016. augusztus 12-i megszűnése után november 7-én újraindult a Tesco érintése nélkül.

## Megállóhelyei
Az átszállási kapcsolatok között a 744-es busz nincsen feltüntetve, amely ugyanezt az útvonalat az ellenkező irányban teszi meg.
| 0  | Autóbusz-állomás induló végállomás | |
| 1  | Kálvin tér                         | 731, 733, 734, 735, 736, 738, 741, 746, 755 S30 Z30 S34 S35 S36 sebesvonat (Érd alsó megállóhely)                                                         |
| 2  | Főtér                              | 710, 712, 715, 722, 742, 746, 756 |
| 3  | Szabadság tér                      | 710, 712, 715, 722, 742, 756 |
| 4  | Sportcsarnok utca                  | 722, 742 |
| 6  | Fülemüle utca                      | 722, 742 |
| 7  | Kánya utca                         | 722, 742 |
| 8  | Zámori út                          | 722, 742 |
| 10 | Tárnoki elágazás                   | 722, 741, 742 |
| 12 | Gém utca                           | 741 |
| 14 | Bagoly utca                        | 741 |
| 15 | Munkácsy Mihály utca               | 741 |
| 16 | Nagy Lajos utca                    | 741 |
| 17 | Szent László tér                   | 734, 738, 741, 755 |
| 18 | Rómer Flóris tér                   | 734, 738, 741, 755 |
| 20 | Széchenyi tér                      | 731, 733, 734, 735, 736, 738, 741, 755, 756 S40 G40 Z40 S42 Z42 G43 G44 (Érd felső megállóhely)                                                           |
| 23 | Kálvin tér                         | 731, 733, 734, 735, 736, 738, 741, 746, 755 S30 Z30 S34 S35 S36 sebesvonat (Érd alsó megállóhely)                                                         |
| 25 | Autóbusz-állomás érkező végállomás | 700, 705, 710, 712, 715, 720, 721, 722, 731, 733, 734, 735, 736, 738, 741, 742, 746, 755 1120, 1134 S30 Z30 S34 S35 S36 sebesvonat (Érd alsó megállóhely) |